# Variant préoccupant

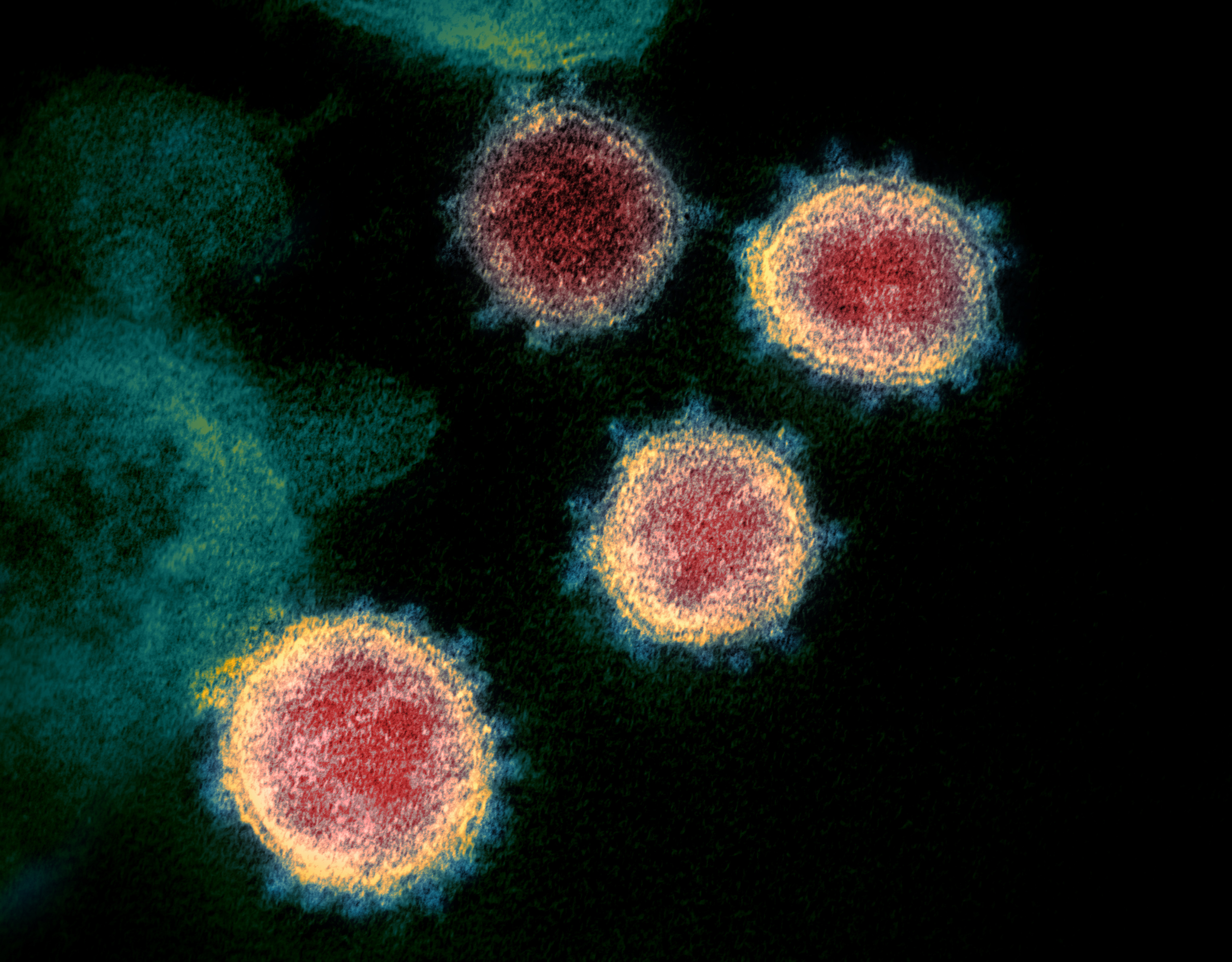
SARS-CoV-2, le virus qui cause la COVID-19

Le terme variant préoccupant utilisé pour le SRAS-CoV-2, qui cause la COVID-19, est une catégorie utilisée pour les variants du virus pour lesquels les mutations de leur domaine de liaison au récepteur de la protéine de pointe (RBD) augmentent substantiellement l'affinité de liaison (par exemple, N501Y) dans le complexe RBD-hACE2 (données génétiques), tout en étant également lié à une propagation rapide dans les populations humaines (données épidémiologiques).
Avant cela, un variant émergent peut avoir été qualifié de « variant d'intérêt ». Pendant ou après une évaluation plus complète en tant que « variant préoccupant », le variant est généralement attribué à une lignée dans le système de nomenclature PANGOLIN et aux clades dans les systèmes Nextstrain et GISAID.
Pendant la pandémie de COVID-19, il a été observé que le virus du SRAS-CoV-2 mute, certaines combinaisons de mutations ponctuelles spécifiques s'avérant plus préoccupantes que d'autres. La surveillance s'effectue principalement pour des raisons de transmissibilité et de virulence, et aussi afin de détecter l'émergence possible de mutations d'échappement.

## Critères
Plusieurs institutions de santé nationales et internationales (telles que le Centers for Disease Control and Prevention (CDC) (US), le Public Health England (PHE) et le COVID-19 Genomics UK Consortium (UK), ou encore le Canadian COVID Genomics Network (CanCOGeN)) utilisent les critères suivants pour définir ces variants en les qualifiants de « préoccupants », :
- Transmissibilité accrue,
- Augmentation de la morbidité,
- Mortalité augmentée,
- Risque accru de Covid long,
- Capacité d'échapper à la détection par des tests de diagnostic,
- Diminution de la sensibilité aux médicaments antiviraux (si et quand de tels médicaments sont disponibles),
- Diminution de la sensibilité aux anticorps neutralisants, qu'ils soient thérapeutiques (par exemple, plasma de convalescent ou anticorps monoclonaux) ou dans des expériences de laboratoire,
- Capacité d'échapper à l'immunité naturelle (par exemple, provoquer des réinfections),
- Capacité d'infecter des individus vaccinés,
- Risque accru de conditions particulières telles que syndrome inflammatoire multisystémique ou COVID à long terme,
- Affinité accrue pour des groupes démographiques ou cliniques particuliers, tels que les enfants ou les personnes immunodéprimées.

Les variants qui semblent répondre à un ou plusieurs de ces critères peuvent être qualifiés de « variants d'intérêt » ou de « variants à l'étude » en attendant la vérification et la validation de ces propriétés. Une fois validés, les variants d'intérêt/à l'étude peuvent être renommés « variants préoccupants » par des organismes de surveillance, tels que le CDC,. Une catégorie connexe est dénommée "variant de conséquence élevée", et est utilisée par le CDC s'il existe des preuves claires que l'efficacité des mesures de prévention ou d'intervention pour un variant particulier est considérablement réduite.

## Variants déclarés

### Canada
Au 12 mai 2021, le Canada comptait 3 variants préoccupants – B.1.1.7, B.1.351, et P.1.

### États-Unis d'Amérique
Le Centers for Disease Control and Prevention tient à jour une liste de variants préoccupants. 
En mai 2021, les variants préoccupants suivis étaient les variants B.1.1.7, B.1.351, B.1.427, B.1.429, et P.1.
En novembre 2022, le nouveau variant BN.1 avec la mutation R346T qui échappe à l'immunité et "au médicament utilisé par les personnes au système immunitaire affaibli", pourrait "doubler son nombre de contaminations tous les quinze jours".

### Europe
Au 11 mai 2021, l'European Centre for Disease Prevention and Control déclarait 4 variants préoccupants, B.1.1.7, B.1.1.7+E484K, B.1.351, et P.1. Ils nommeront par ailleurs neuf autres variants sous le terme de variants d'intérêt (en anglais VOI, variant of interest) : B.1.525, B.1.427/B.1.429, P.3, B.1.616, B.1.617.1, B.1.617.2, B.1.617.3, B.1.620, et B.1.621, tandis que 17 autres variants étaient alors en cours d'étude.
En novembre 2021, l'European Centre for Disease Prevention and Control déclarait 4 variants préoccupants : Beta, Gamma, Delta, et B.1.1.529 (nommé Omicron); les variants Mu, Lambda et AY.4.2 étaient classés comme variants d'intérêt (en anglais VOI, variant of interest), tandis que 9 autres variants étaient alors en cours d'étude.

### Organisation mondiale de la santé
L'OMS tient à jour une liste des variants préoccupants,. Le 26 novembre 2021, elle déclare un nouveau variant préoccupant, le variant B.1.1.529, officiellement nommé Omicron d'après le système d'identification de l'OMS, et dont le premier cas a été reporté le 24 novembre 2021 par l'Afrique du Sud.

### Royaume-Uni
En novembre 2021, le Royaume-Uni avait 15 variants sur sa watch list, dont 11 avec le statut de variants préoccupants, et 4 avec le statut de variants d'intérêt. Parmi les variants préoccupants se trouvaient les variants Alpha, Beta, Gamma, Delta, et VUI-21OCT-01/ A.Y 4.2.